# Rod Taylor
Pour le chanteur de reggae, voir Rod Taylor (reggae)
Rod Taylor est un acteur, producteur et scénariste de cinéma et télévision australien, né le 11 janvier 1930 à Sydney et mort le 7 janvier 2015 à Los Angeles. Acteur prolifique, il apparaît dans une cinquantaine de films plus ou moins connus, avant d'être remarqué dans Tables séparées (1958) de Delbert Mann. 
Né à Lidcombe dans la banlieue de Sydney, d'un père entrepreneur en construction métallique et artiste commercial et d'une mère auteur pour enfants, il commence à suivre des cours d'art au lycée et poursuit ses études à l'université. Il décide de devenir acteur après avoir vu Laurence Olivier dans une production de Richard III lors d'une tournée du théâtre Old Vic.
Son premier rôle au cinéma est dans une reconstitution du voyage de Charles Sturt sur les rivières Murrumbidgee et Murray, dans le rôle du compagnon de Sturt, George Macleay (en). À l'époque, il apparaît également dans un certain nombre de productions théâtrales pour le Mercury Theatre (en) d'Australie. Il fait ses débuts au cinéma dans le film australien King of the Coral Sea (en) (1954) de Lee Robinson. Il commence rapidement à jouer dans des téléfilms, incarnant plusieurs personnages différents dans la série d'anthologies des années 1950 Studio 57.
Il décroche son premier grand rôle au cinéma dans le film La Machine à explorer le temps (1960). Il double Pongo dans Les 101 Dalmatiens (1961). Dans l'un de ses rôles les plus célèbres, il incarne Mitch Brenner dans Les Oiseaux (1963) d'Alfred Hitchcock. À la fin des années 1990, Taylor prend une semi-retraite. Son dernier rôle au cinéma est dans Inglourious Basterds (2009) de Quentin Tarantino (2009), dans une version romancée de Winston Churchill.

## Biographie
Fils unique d'un père spécialisé dans l'acier et d'une mère qui publie de la littérature d'enfance et de jeunesse, il grandit à Lidcombe dans la banlieue de Sydney. Après ses études, il décide de se lancer dans la carrière d'acteur après avoir vu Laurence Olivier dans une production de Richard III.
Il obtient ses premiers rôles à la radio australienne, puis tourne dans le court métrage, Inland with Sturt de Hugh McInnes, en 1951. Il tient ensuite un second rôle dans le long métrage Le Roi de la Mer de Corail (King of the Coral Sea) de Jack Janiero en 1954. Dès l'année suivante, son physique athlétique de sportif (1,78 m) lui assure de travailler pour la télévision et le cinéma américain où il joue surtout des médecins, des cowboys, des hommes d'affaires ou des militaires.
En 1956, dans Le Repas de noces (The Catered Affair) de Richard Brooks, il joue Ralph Halloran, le séduisant jeune fiancé de Debbie Reynolds, puis dans Géant (Giant) de George Stevens, le singulier Sir David Karfrey, donnant ainsi la preuve de dons d'acteur plus étendus. Dès lors, il décroche des rôles secondaires plus complexes, notamment dans L'Arbre de vie (Raintree County) d'Edward Dmytryk et dans Tables séparées (Separate Tables) de Delbert Mann.
Travaillant beaucoup au cinéma, il continue de faire des apparitions à la télévision. Ainsi, en 1959, il incarne le lieutenant Colonel Clegg Forbes, un militaire tourmenté par des hallucinations, pour l'épisode intitulé Les Trois Fantômes (And When the Sky Was Opened), de la série télévisée La Quatrième Dimension (The Twilight Zone).
Le début des années 1960 marque l'apogée de sa carrière avec des rôles de premier plan dans La Machine à explorer le temps (The Time Machine) de George Pal et Les Oiseaux (The Birds) d'Alfred Hitchcock. Il est aussi la voix du chien Pongo dans le film d'animation Les 101 Dalmatiens (One Hundred and One Dalmatians) des studios Disney. En 1970, il incarne le détective Travis McGee, le héros des romans de John D. MacDonald, dans La Loi du talion (Darker Than Amber) et joue dans Zabriskie Point de Michelangelo Antonioni.
Il tient son dernier grand rôle en 1977 dans le film australien The Picture Show Man de John Power. À la demande expresse de Quentin Tarantino, il apparaît pour la dernière fois au cinéma en 2009 pour incarner Winston Churchill dans Inglourious Basterds.
Il meurt d'une crise cardiaque, le 7 janvier 2015, à l'âge de 84 ans.

## Filmographie

### En tant qu'acteur

#### Cinéma

##### Années 1950
- 1951 : Inland with Sturt de Hugh McInnes : Israël Hands
- 1953 : Le Roi de la Mer de Corail (King of the Coral Sea) de Jack Janiero
- 1954 : Le Pirate des mers du Sud (Long John Silver) de Byron Haskin : Israël Hands
- 1955 : Colère noire (Hell on Frisco Bay) de Frank Tuttle : John Brodie Evans
- 1955 : Top Gun de Ray Nazarro : Lem Sutter
- 1955 : Le Seigneur de l'aventure (The Virgin Queen) d'Henry Koster : Cpl. Gwilym
- 1956 : World Without End d'Edward Bernds : Herbert Ellis
- 1956 : Le Repas de noces (The Catered Affair) de Richard Brooks : Ralph Halloran
- 1956 : Géant (Giant) de George Stevens : Sir David Karfrey
- 1957 : L'Arbre de vie (Raintree County) d'Edward Dmytryk : Garwood B. Jones
- 1958 : Step Down to Terror d'Harry Keller : Mike Randall
- 1958 : Tables séparées (Separate Tables) de Delbert Mann : Charles
- 1959 : Une fille très avertie (Ask Any Girl) de Charles Walters : Ross Tayford

##### Années 1960
- 1960 : La Machine à explorer le temps (The Time Machine) de George Pal : George
- 1960 : La Reine des Amazones (La Regina delle Amazzoni) de Vittorio Sala : Pirro
- 1961 : Les 101 Dalmatiens (One Hundred and One Dalmatians) des studios Disney : Pongo (voix)
- 1962 : Le Corsaire de la reine (Il Dominatore dei sette mari) de Rudolph Maté et Primo Zeglio : Sir Francis Drake
- 1963 : Les Oiseaux (The Birds) d'Alfred Hitchcock : Mitch Brenner
- 1963 : Le Téléphone rouge (A Gathering of Eagles) de Delbert Mann : Col. Hollis Farr
- 1963 : Hôtel international (The V.I.P.s) de Anthony Asquith : Les Mangrum
- 1963 : Un dimanche à New York (Sunday in New York) de Peter Tewksbury : Mike Mitchell a.k.a. Adam Tyler
- 1964 : Le Crash mystérieux de Ralph Nelson : Capt. Jack Savage
- 1964 : 36 Heures avant le débarquement (36 Hours) de George Seaton : Maj. Walter Gerber
- 1965 : Le Liquidateur (The Liquidator) de Jack Cardiff : "Boysie" Oakes
- 1965 : Le Jeune Cassidy (Young Cassidy) de Jack Cardiff et John Ford : John Cassidy
- 1965 : Ne pas déranger s'il vous plaît (Do Not Disturb) de Ralph Levy : Mike Harper
- 1966 : La blonde défie le FBI (The Glass Bottom Boat) de Frank Tashlin : Bruce Templeton
- 1967 : Hotel de Richard Quine : Peter McDermott
- 1967 : Chuka le redoutable (Chuka) de Gordon Douglas et Richard Jessup : Chuka
- 1968 : Le Dernier Train du Katanga (The Mercenaries) de Jack Cardiff : Capitaine Curry
- 1968 : Mandat d'arrêt (Nobody Runs Forever) de Ralph Thomas : Scobie Malone
- 1968 : Tous les héros sont morts (The Hell with Heroes) de Joseph Sargent : Brynie MacKay

##### Années 1970
- 1970 : Zabriskie Point de Michelangelo Antonioni : Lee Allen
- 1970 : La Loi du talion (Darker Than Amber) de Robert Clouse : Travis McGee
- 1970 : The Man Who Had Power Over Women de John Krish : Peter Reaney
- 1973 : Les Voleurs de trains (The Train Robbers) de Burt Kennedy : Grady
- 1973 : Trader Horn de Reza Badiyi : Trader Horn
- 1973 : Les Enfants de chœur (Gli Eroi) de Duccio Tessari : Bob Robson
- 1973 : Le shérif ne pardonne pas (The Deadly Trackers) de Barry Shear : Frank Brand
- 1974 : Assaut final de Stole Janković : Marko
- 1976 : Blondy de Sergio Gobbi : Christopher Tauling
- 1977 : Les Voyages de Gulliver (Gulliver's Travels) de Peter Hunt : Reldreseal / Roi de Blefuscu (Voix)
- 1977 : The Picture Show Man de John Powers : Palmer
- 1979 : The Treasure Seekers de Henry Levin : Marian Casey

##### Années 1980
- 1982 : V comme vengeance (A Time to Die) de Matt Cimber et Joe Tornatore : Bailey
- 1983 : La fuite (On the Run) de Mende Brown : Mr. Payatte
- 1985 : Mask of Murder d'Arne Mattsson : Supt. Bob McLaine
- 1985 : Marbella, un golpe de cinco estrellas de Miguel Hermoso : Le commandeur

##### Années 1990
- 1995 : Point of Betrayal de Richard Martini : Ted Kitteridge
- 1995 : Open Season de Robert Wuhl : Billy Patrick
- 1997 : Bienvenue à Woop Woop (Welcome to Woop Woop) de Stephan Elliott : Daddy O

##### Années 2000
- 2007 : Kaw de Sheldon Wilson : Doc
- 2009 : Inglourious Basterds de Quentin Tarantino : Winston Churchill

#### Télévision

##### Téléfilms
- 1962 : Dateline: San Francisco : Glenn Evans
- 1972 : Family Flight : Jason Carlyle
- 1976 : A Matter of Wife... and Death : Shamus McCoy
- 1980 : Cry of the Innocent (Téléfilm) : Steve Donegin
- 1981 : Hellinger mène l'enquête (Hellinger's Law) : Clint Tolliver
- 1981 : Jacqueline Bouvier Kennedy (en) : 'Black Jack' Bouvier
- 1982 : Charles & Diana: A Royal Love Story : Edward Adeane
- 1991 : Danielle Steel: Palomino (Palomino) : Bill King
- 1992 : Le Triangle noir (Grass Roots) : Gen. Willoughby
- 1998 : The Warlord: Battle for the Galaxy : General Sorenson

##### Séries télévisées
- 1955 : Cheyenne : Clancy
- 1955 : Studio 57 : Tommy Scarbrough / Dr. Don Dolby
- 1957 : Suspicion (Série TV) : Jim
- 1958-1959 : Playhouse 90 : Francis Allen / Nick Carraway / Lt. Warren Culver / Bob Castillo / Joey
- 1959 : La Quatrième Dimension (The Twilight Zone) - Les Trois Fantômes (And When the Sky Was Opened), saison 1, épisode 11 : Lieutenant Colonel Clegg Forbes
- 1960-1961 : Hong Kong : Glenn Evans
- 1961 : C'est arrivé à Sunrise (Bus Stop) : Johnny Jones
- 1971 : Bearcats! : Hank Brackett
- 1974 : Partizani : Marko
- 1976-1977 : The Oregon Trail : Evan Thorpe
- 1980 : Bizarre, bizarre (Tales of the Unexpected) : Paul Duveen
- 1983-1984 : Masquerade : Lavender
- 1986-1987 : Outlaws : John Grail
- 1988-1990 : Falcon Crest : Frank Agretti
- 1995 : Arabesque (Murder She Wrote) : Tom Dempsey / Inspecteur Rory Lanahan
- 1996-1997 et 2000 : Walker, Texas Ranger : Gordon Cahill

### En tant que scénariste

#### Films
- 1979 : The Treasure Seekers

#### Téléfilms
- 1996 : Le Baron (Barone, Il) de Richard T. Heffron

### En tant que producteur
- 1967 : Chuka

## Voix françaises
| - Jean-Claude Michel dans : - Une fille très avertie - La Machine à explorer le temps - Le Corsaire de la reine - Hôtel International - Le Jeune Cassidy - La Blonde défie le FBI - Chuka le redoutable - Le Dernier Train du Katanga - Mandat d'arrêt - Trader Horn - Jean-Louis Jemma dans : - Tables séparées - 36 heures avant le débarquement - Le Liquidateur | - Roger Rudel dans : - Les oiseauxHT - Le Téléphone rouge - Jacques Deschamps dans : - Les Voleurs de trains - Le Shérif ne pardonne pas et aussi - Hubert Noël dans Géant - Raymond Loyer dans L'Arbre de vie - Roger Carel (voix) dans Les 101 Dalmatiens - Denis Savignat dans L'assaut final - Roland Menard dans Jacqueline Bouvier Kennedy (téléfilm) - Yves Barsacq dans Falcon Crest (série télévisée) - Marc Cassot dans V comme Vengeance - Serge Lhorca dans Walker Texas Rangers - Patrick Floersheim dans Kaw |